# Mark Carney

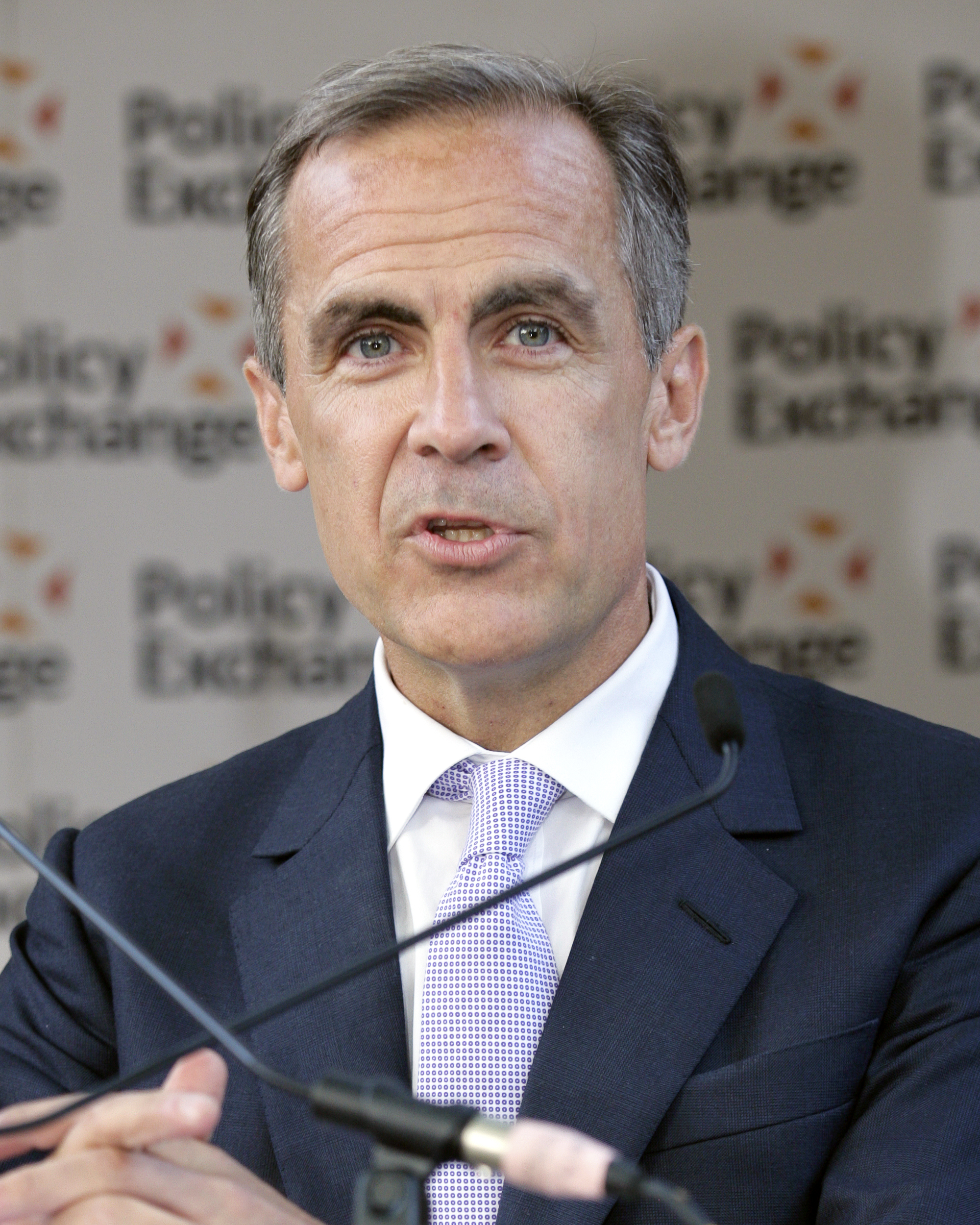
Mark Carney (2015)

Mark Joseph Carney (* 16. März 1965 in Fort Smith, Nordwest-Territorien) ist ein kanadischer Politiker der Liberalen Partei Kanadas, Manager und ehemaliger Zentralbankdirektor. Er wurde am 9. März 2025 zum Vorsitzenden der Liberalen Partei Kanadas gewählt und am 14. März als Premierminister Kanadas vereidigt. In beiden Ämtern folgte er auf Justin Trudeau. Carney war von 2008 bis 2013 Gouverneur der Bank of Canada und wurde durch sein Management der Finanzkrise bekannt, die Kanada besser als viele westliche Länder überstand. Von 2013 bis 2020 war er der erste ausländische Gouverneur der Bank of England.

## Kindheit und Ausbildung
Carney wurde in Fort Smith in den Northwest Territories geboren. Sein Vater Bob war Schuldirektor und später Professor für Lehramt an der University of Alberta in Edmonton. Dies führte dazu, dass die Familie (Carney war damals sechs Jahre alt) umziehen musste. Carney hat einen älteren Bruder Sean, einen jüngeren Bruder Brian und eine Schwester, Brena. Carneys Mutter war Grundschullehrerin, bevor sie schwanger wurde. 
Carney und seine beiden Brüder studierten an der Harvard University. Carney beendete sein Studium in Harvard 1988 mit dem Bachelor in Ökonomie. Später ging er an die University of Oxford, wo er 1993 am St Peter’s College seinen Masterabschluss und zwei Jahre später am Nuffield College seinen Doktorgrad jeweils in Wirtschaftswissenschaft erwarb. Thema seiner Dissertation war The dynamic advantage of competition.

## Karriere als Manager und Zentralbanker
Carney begann seine Karriere bei der Investmentbank Goldman Sachs, wo er dreizehn Jahre beschäftigt war. Er arbeitete in deren Niederlassungen London, Tokio, New York und Toronto. Er war Vizevorsitzender der Abteilung für Länderrisiko, Executive Director für den Bereich Emerging Debt Capital Markets (Anleihenmärkte in Schwellenländern) und Managing Director im Investment Banking.
Im August 2003 wurde er Mitglied des Direktoriums und stellvertretender Präsident (deputy governor) der kanadischen Zentralbank. Er war von 2004 bis 2007 Senior Associate Deputy Minister, einer der ranghöchsten Beamten, im kanadischen Finanzministerium, wo er zuerst unter dem liberalen Minister Ralph Goodale und dann unter dem Konservativen Jim Flaherty arbeitete. In dieser Funktion vertrat er Kanada auch bei Verhandlungen zu Finanzfragen in der G7. Vom 1. Februar 2008 bis zum 3. Juni 2013 war er Präsident (governor) der Bank von Kanada und wurde dabei vor allem für seine Handhabung der Finanzkrise 2008 gelobt. 
Am 3. Juni 2013 wurde er von Stephen Poloz abgelöst.

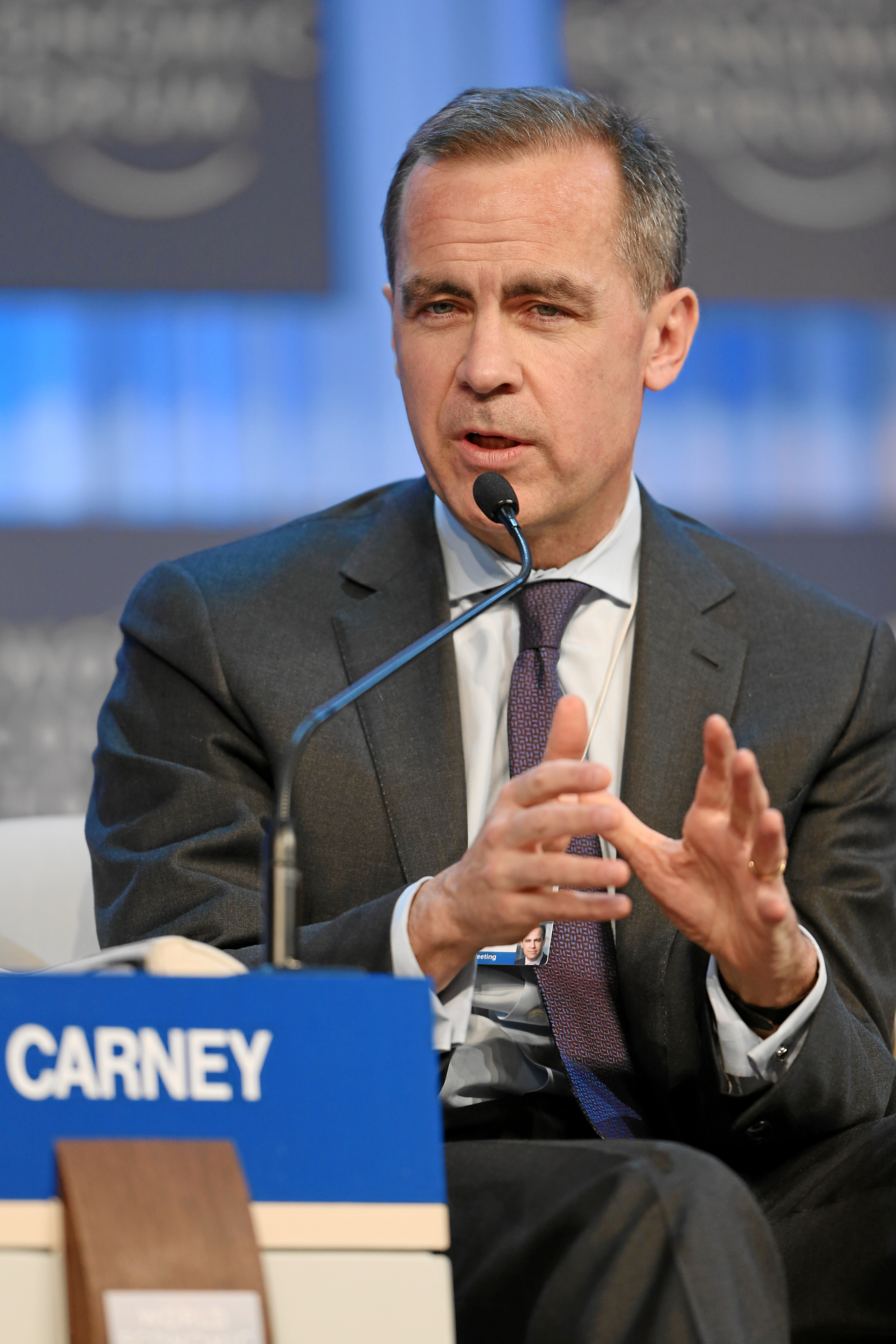
Carney während des WEFs 2013

Carney wurde mit Wirkung zum 1. Juli 2013 auf Vorschlag des britischen Finanzministers (Schatzkanzlers) George Osborne (Tory) zum Governor der Bank of England ernannt, wo er die Nachfolge von Mervyn Allister King antrat; er war somit der erste Ausländer auf diesem Posten in der 319-jährigen Geschichte der Bank of England. Im Jahr 2016 nannte Carney den EU-Austritt des Vereinigten Königreichs das „größte Risiko für Großbritanniens finanzielle Stabilität“. Diese und andere kritische Äußerungen zum EU-Austritt machten ihn bei „Brexit“-Befürwortern unbeliebt. Der (ultra-)konservative Abgeordnete Jacob Rees-Mogg charakterisierte ihn in einem Interview vom 28. November 2018 als einen „gescheiterten zweitklassigen kanadischen Politiker“, der schon vielfach unzutreffende Voraussagen gemacht habe. Carneys Amtszeit endete am 15. März 2020, sein Nachfolger wurde Andrew Bailey. Zwischen 2011 und 2018 war er zudem Vorsitzender des Financial Stability Board (FSB), einer Institution der G20 mit Hauptsitz in Basel.
Nach seinem Ausscheiden aus der Zentralbank wurde Carney im Oktober 2020 stellvertretender Vorsitzender des Vermögensverwalters Brookfield Asset Management, wo er für Environmental, Social and Governance (ESG)-Kriterien zuständig war. Zusätzlich übernahm er im Februar 2021 einen Posten im Board of Directors des Zahlungsdienstleisters Stripe. Der Haupteigentümer Michael Bloomberg ernannte Carney im August 2023 zum Vorstandsvorsitzenden des Finanzinformations- und Medienunternehmens Bloomberg.

## Politik
Laut Carney bot der damalige Premierminister Stephen Harper (Konservative) ihm 2012 – während seiner Amtszeit als Präsident der Bank von Kanada – das Amt des Finanzministers in seiner Regierung an. Er habe abgelehnt, weil er einen direkten Wechsel von der Spitze der Zentralbank in ein politisches Amt für unangemessen hielt. Auch Vertreter der Liberalen Partei warben damals um Carney und versuchten ihn zu überzeugen, sich als Vorsitzender ihrer Partei zu bewerben.

### Aufstieg zum Parteichef und Präsidentschaft
Am 16. Januar 2025 gab Carney seine Kandidatur für den Parteivorsitz der Liberalen Partei Kanadas bekannt, nachdem Justin Trudeau seinen Rückzug als Parteichef und Premierminister angekündigt hatte. Auf dem Parteitag am 9. März 2025 wurde er mit 85,9 % der Stimmen bereits im ersten Wahlgang als Parteichef gewählt und daraufhin am 14. März von Mary Simon, der Generalgouverneurin Kanadas, als 24. Premierminister Kanadas vereidigt. Als Premierminister führt er das 30. Kanadische Kabinett. 
Ende Juli 2025 gab Carney bekannt, dass Kanada Palästina im September 2025 als Staat anerkennen werde.

## Privatleben
Er heiratete 1994 Diana Fox. Das Paar hat vier Töchter und lebt in Ottawa.
Carney wuchs in Edmonton, Alberta, einer traditionsreichen Eishockeystadt, auf und spielte während seiner Highschool- und Uni-Zeit als Torwart.

## Ehrungen
2009 wurde Carney von der Wirtschaftszeitung Financial Times im Artikel Fifty who will frame a way forward in der Rubrik Zentralbanker als Gestalter der Zukunft bezeichnet. 2010 wurde er vom Nachrichtenmagazin Time in der jährlich erscheinenden Liste Time 100 als eine der einhundert einflussreichsten Persönlichkeiten aufgeführt.